# Saison 2018 de l'équipe cycliste BEAT
La saison 2018 de l'équipe cycliste BEAT est la deuxième de cette équipe, la première en tant qu'équipe continentale.

## Préparation de la saison 2018

### Arrivées et départs
| Arrivées | Équipe 2017 |
| -------- | ----------- |

## Coureurs et encadrement technique

### Effectif
| Cycliste        | Date de naissance  | Nationalité | Équipe 2017                    |  |
| --------------- | ------------------ | ----------- | ------------------------------ |  |
| Daniel Abraham  | 11 février 1985    | Pays-Bas    |                                |  |
| Nahom Desale    | 3 décembre 1992    | Pays-Bas    |                                |  |
| Piotr Havik     | 7 juillet 1994     | Pays-Bas    | BEAT                           |  |
| Arjen Livyns    | 1er septembre 1994 | Belgique    | Pauwels Sauzen-Vastgoedservice |  |
| Danny Maas      | 8 avril 1999       | Pays-Bas    |                                |  |
| Alex Mengoulas  | 13 juillet 1997    | Pays-Bas    |                                |  |
| Aksel Nõmmela   | 22 octobre 1994    | Estonie     | Leopard                        |  |
| Bas Tietema     | 29 janvier 1995    | Pays-Bas    | An Post-ChainReaction          |  |
| Wesley Van Dyck | 15 septembre 1994  | Belgique    | Vetrapo Cycling Team           |  |

## Bilan de la saison

### Victoires
| Victoires | Victoires | Victoires | Victoires | Victoires | Victoires |
| Date      | Course    | Pays      | Classe    | Vainqueur |           |
| --------- | --------- | --------- | --------- | --------- | --------- |